# Регионален исторически музей (Ловеч)
Вижте пояснителната страница за други значения на Регионален исторически музей.
Регионалният исторически музей, Ловеч е исторически музей развиващ своята дейност в Област Ловеч, България.

## Създаване и развитие
Регионален исторически музей е създаден на 28 февруари 1895 г. като музей на ловешкото читалище „Наука“. Инициативата е на граждани, читалищни дейци и учители. Организирането на работата е дело на Васил Радославов и Стефан Ватев. Събират се старопечатни книги, монети и народни облекла. Открита е музейна сбирка с 570 експоната дарение от гражданите. Експонирани са на втория етаж на читалищната сграда. Музеят е наименуван Ловешки народен музей „Феликс Каниц“ през 1906 г. Събитието е по повод 75-годишнината на унгарския пътешественик и Почетен гражданин на Ловеч Феликс Каниц, допринесъл много за проучването историята на града.
След Първата световна война начело на музея застават учителите от Държавното педагогическо училище „Княз Борис Търновски“, Михаил Хаджинеделчев и Гено Иванов. Обособяват праисторически, класически, средновековен, монетен, въстанически, военен, икономически и художествен отдели (1925).
Първия щатен уредник Тинко Колев е назначен през 1945 г. По сатут музея е околийски (1952) и окръжен (1959). От края на 80 – е и началото на 90 – е години е Регионален исторически музей за Ловешка област.

## Обекти
- Ловешка средновековна крепост
- Музей „Васил Левски“
- Къкринско ханче
- Етнографски комплекс „Драсова и Рашова къщи“
- Музейна сбирка „Васил и Атанас Атанасови“
- Изложбена зала „Покрит мост“

## Експозиция
В резултат от упоритата събирателска работа на няколко поколения музейни работници днес във фондохранилищата на Регионален исторически музей, Ловеч, се съхраняват над 70 000 експоната. Хронологично и тематично те са разпределени в отдели: „Археология“, „Праистория и античност“, „Средновековие“, „Възраждане“, „Етнография“, „Нова и най-нова история“. Към музея работи ателие за реставрация и консервация от 1985 г. Научните резултати от изследователската работа се публикуват в „Известия на Исторически музей – Ловеч“, т. I-X, 1995 – 2013, Библиотека „Съкровищница“ (фототипни издания) и трудове на музейните служители.

## Услуги
- Консултации и рецензии
- Реставрация и консервация
- Изложби, информационни и фотоуслуги
- Експозиционна площ за временни изложби
- Организиранана туристическа обиколка из града по предварителна заявка.